# Naves, Allier

Naves este o comună în departamentul Allier din centrul Franței. În 1 ianuarie 2022 avea o populație de 137 de locuitori.